# William Luers

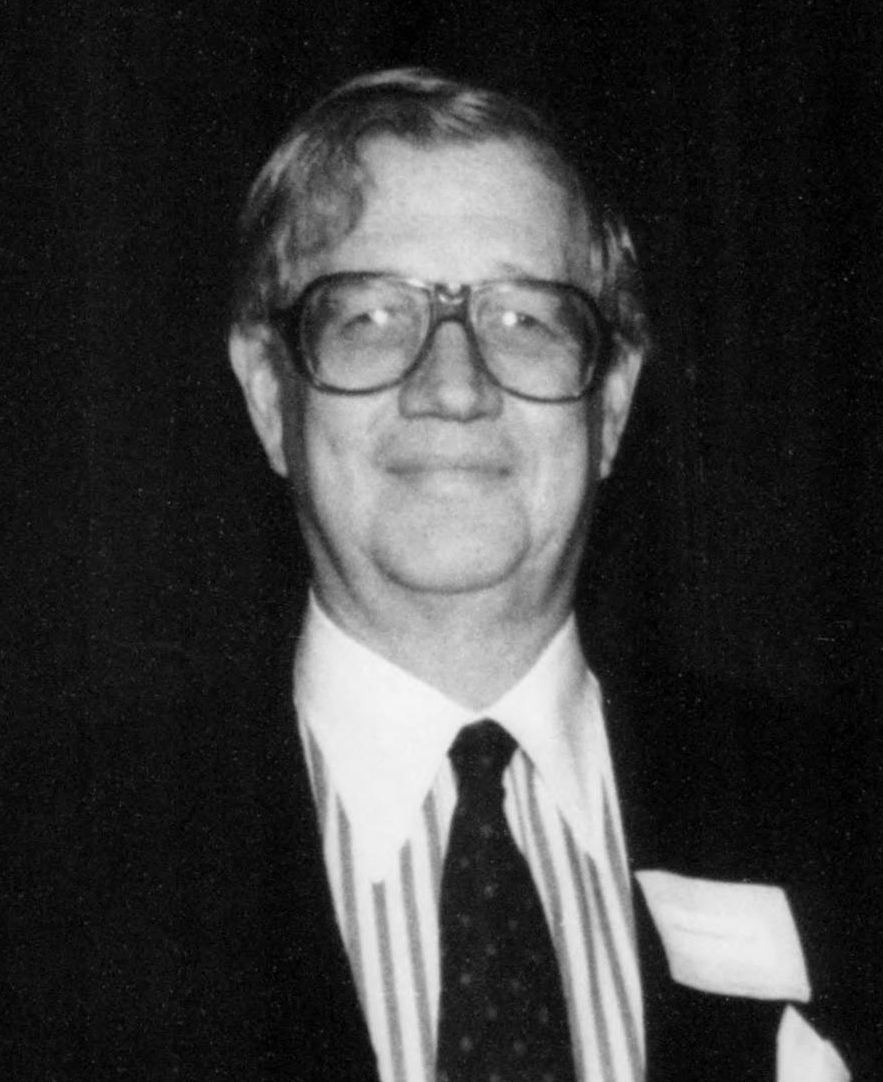
William Luers (1991)

William Henry Luers (* 15. Mai 1929 in Springfield, Illinois; † 10. Mai 2025 in New York City, New York) war ein US-amerikanischer Diplomat, der unter anderem von 1978 bis 1982 Botschafter in Venezuela sowie zwischen 1983 und 1987 Botschafter in der Tschechoslowakei war. Des Weiteren war er zwischen 1986 und 1999 Präsident des Metropolitan Museums of Art.

## Leben
William Henry Luers begann nach dem Besuch der Oakwood High School in Dayton 1947 ein Studium der Fächer Chemie und Mathematik am Hamilton College, das er 1951 mit einem BA Chemistry and Math mit Auszeichnung beendete. Danach leistete er zwischen 1952 und 1956 Militärdienst in der US Navy und begann 1956 ein postgraduales Studium im Fach Internationale Beziehungen an der Columbia University, welches er 1957 mit einem MA International Relations abschloss. Er trat 1957 in den diplomatischen Dienst (Foreign Service) des US-Außenministeriums ein und war zunächst zwischen 1957 und 1959 als Attaché für Visumangelegenheiten am Generalkonsulat in Neapel sowie von 1959 bis 1962 im Außenministerium im Referat für die Sowjetunion (Office of Soviet Union Affairs). Nachdem er von 1962 bis 1963 in Oberammergau eine Ausbildung der russischen Sprache absolviert hatte, war er zwischen 1963 und 1965 als stellvertretender Botschaftsrat für allgemeine Angelegenheiten an der Botschaft in der Sowjetunion. Nach seiner Rückkehr war er im Außenministerium von 1965 bis 1967 Referent für interne Analysen im Referat Nachrichtendienste und Forschung (Bureau of Intelligence and Research) sowie zwischen 1967 und 1969 Referent für Guyana.
Im Anschluss war Luers zwischen 1969 und 1973 Botschaftsrat für politische Angelegenheiten an der Botschaft in Venezuela sowie nach seiner Rückkehr im Außenministerium 1973 erst kurzzeitig stellvertretender Leiter des Referats Sowjetunion sowie von 1973 bis 1975 stellvertretender Leiter des Exekutivsekretariats von Außenminister Henry Kissinger. Danach war er von 1975 bis 1977 erst stellvertretender Leiter der Unterabteilung Interamerikanische Angelegenheiten (Deputy Assistant Secretary for Inter-American Affairs) sowie anschließend zwischen 1977 und 1978 stellvertretender Leiter der Unterabteilung Europa (Deputy Assistant Secretary for Europe).
Am 15. September 1978 wurde William Luers zum Botschafter in Venezuela ernannt und übergab dort am 9. Oktober 1978 als Nachfolger von Viron P. Vaky seine Akkreditierung. Er verblieb auf diesem Posten bis zum 28. Juni 1982 und wurde daraufhin von George W. Landau abgelöst. Nachdem er zwischen 1982 und 1983 Gastwissenschaftler beim Direktor des Institutes for Advanced Study (IAS) war, wurde er am 14. November 1983 zum Botschafter in der Tschechoslowakei ernannt und überreichte am 29. November 1983 als Nachfolger von Jack Matlock das Beglaubigungsschreiben. Er hatte diesen Posten bis zum 11. März 1986, woraufhin Julian Niemczyk sein dortiger Nachfolger wurde. Er engagierte sich ferner für die American Academy of Diplomacy sowie den Council on Foreign Relations.
Nach seinem Ausscheiden aus dem diplomatischen Dienst im Mai 1986 löste Luers William B. Macomber als Präsident des Metropolitan Museums of Art ab und hatte diese Funktion bis zu seiner Ablösung durch David E. McKinney 1999 inne. Er war ferner Mitglied des Aufsichtsrates der University of Southern California und wurde 1993 Mitglied der American Academy of Arts and Sciences. Im Anschluss war er von 1999 bis 2009 Präsident der United Nations Association und wurde 2004 Direktor von The Iran Project. Darüber hinaus war er als Lehrbeauftragter (Ajunct Professor) an der Columbia University. Ferner gehörte er zwischen 2009 und 2017 als Mitglied der UNESCO-Kommission der USA an. Aus seiner Ehe mit Wendy Woods Luers, der Gründerin und Präsidentin von The Foundation for a Civil Society, gingen vier Kinder hervor.
William Luers starb im Mai 2025, fünf Tage vor seinem 96. Geburtstag.